# Micromaldane ornithochaeta
Micromaldane ornithochaeta är en ringmaskart som beskrevs av Mesnil 1897. Micromaldane ornithochaeta ingår i släktet Micromaldane och familjen Maldanidae. Arten har ej påträffats i Sverige. Inga underarter finns listade i Catalogue of Life.